# Chlorochaeta leucosphaera
Chlorochaeta leucosphaera là một loài bướm đêm trong họ Geometridae.